# ジャリオン・ローソン
ジャリオン・ローソン（Jarrion Lawson、1994年5月6日 ‐ ）は、アメリカ合衆国テキサス州テクサーカナ出身の陸上競技選手。専門は走幅跳と短距離走（主に100m・200m）。走幅跳で8m58、100mで10秒04、200mで20秒17の自己ベストを持つ。2017年ロンドン世界選手権男子走幅跳の銀メダリストである。2016年全米学生選手権ではジェシー・オーエンス以来となる男子100m・200m・走幅跳の3冠を達成した。

## 経歴

### 高校時代まで
リバティー＝エイラウ高校 (Liberty-Eylau High School) の新入生になる前の2008年夏にテレビで北京オリンピックを見て、将来オリンピックに出場することを目標にした。
高校時代には5度のテキサス州チャンピオン（4×400mリレー・走幅跳・三段跳）に輝くなど活躍。2012年には全米高校コーチ協会 (National High School Coaches Association) の陸上男子最優秀選手賞 (Boys' Track & Field Athlete of the Year) を受賞した。
高校時代には陸上競技の他にアメリカンフットボールとバスケットボールにも取り組んでいた。アメリカンフットボールでは州セカンドチームのディフェンシブバックに選出されるなど活躍し、複数の大学から奨学金の申し出もあった。
2012年には全米ジュニア選手権で走幅跳と三段跳の2冠を達成。両種目でバルセロナ世界ジュニア選手権に出場を果たし、走幅跳では銅メダルを獲得した。
高校卒業後は陸上競技の奨学金を得てアーカンソー大学に進学した。

### 大学時代
2016年6月の全米学生選手権（NCAA選手権）には100m・200m・4×100mリレー・走幅跳と2年連続で4種目に出場した（前回大会は100m・4×100mリレー・4×400mリレー・走幅跳に出場し、4×100mリレーで優勝）。まず最初の決勝となった8日の男子走幅跳は制したが、10日は1日で100m・200m・4×100mリレーの決勝3本を走るというハードスケジュールだった。しかし、まず最初に行われた4×100mリレーは2走を務め3位に貢献すると、次に行われた男子100mはクリスチャン・コールマンを0秒01抑えて優勝。更に約45分後に行われた男子200mでもコールマンを抑えて優勝し、大会3冠を達成した。これらの種目での3冠達成は、1935年大会と1936年大会に200mハードルも加え4冠を達成したジェシー・オーエンス以来、史上2人目の快挙となった。また、ローソンは今大会でアーカンソー大学が獲得した56ポイント中、1人で31.5ポイントを獲得する活躍を見せた。これは1935年大会と1936年大会で40ポイントを獲得したジェシー・オーエンスに次ぐ最高得点となった。これらの活躍によりローソンは、全米学生陸上界最高の栄誉とされるバウワーマン賞 (The Bowerman) の男子選手部門を受賞した。
6度の全米学生チャンピオン（100m・200m・4×100mリレー・走幅跳）、2度のサウスイースタン・カンファレンスチャンピオン（走幅跳）、19度のオールアメリカ (All-America) 、バウワーマン賞受賞などの輝かしい実績を残し、2016年の学生シーズン終了後にプロに転向した（アシックスと契約）。

### プロ転向以降
2016年7月の全米オリンピックトライアル（全米選手権）では、男子走幅跳でアメリカ史上9人目の28フィート（8m53）超えとなる8m58（+1.8）をマークして2位となり、リオデジャネイロオリンピック代表の座を掴んだ（男子100mは7位、男子200mは準決勝敗退）。今季世界最高記録保持者として出場した8月のリオデジャネイロオリンピック男子走幅跳では、8m25（-0.5）で4位につけ決勝最後の跳躍を迎えた。順位が確定する最終競技者として登場したローソンは、1位（8m38）の記録を超えたと思える跳躍を見せ、本人も観客も逆転での金メダルを確信したが、左手が先に砂場に着いていたため記録は7m78（+0.1）に終わり、メダルを逃した。ローソンは今大会の男子4×100mリレーにも出場し、予選でアメリカチームのアンカー（1走マイク・ロジャース、2走クリスチャン・コールマン、3走タイソン・ゲイ）を務め決勝進出に貢献した（予選のみ出場）。
2017年6月の全米選手権男子走幅跳を8m49（+3.7）で制し、初優勝を飾るとともにロンドン世界選手権代表の座を掴んだ。今季世界4位（8m33）の記録を持って出場した8月のロンドン世界選手権男子走幅跳では、8m43（+0.2）で2位につけ決勝最後の跳躍を迎えた。ローソンは記録を伸ばす8m44（+0.6）をマークしたが、1位のルヴォ・マニョンガには4cm及ばず、惜しくも銀メダルに終わった。
2018年は非常に好調だったジャリオン・ローソンだったが、8月31日にドーピング検査を行った際、陽性反応になった。この事によりローソンは聞き取りが終了するまで出場停止となった。

## 自己ベスト
- 記録欄の（　）内の数字は風速（m/s）で、+は追い風、-は向かい風を意味する。

| 種目   | 記録          | 年月日        | 場所             | 備考           |
| 屋外   | 屋外          | 屋外          | 屋外             | 屋外           |
| ------ | ------------- | ------------- | ---------------- | -------------- |
| 100m   | 10秒03 (+1.5) | 2017年6月22日 | サクラメント     |                |
| 100m   | 9秒90w (+2.7) | 2015年6月12日 | ユージーン       | 追い風参考記録 |
| 200m   | 20秒17 (+1.5) | 2016年5月28日 | ローレンス       |                |
| 走幅跳 | 8m58 (+1.8)   | 2016年7月3日  | ユージーン       |                |
| 三段跳 | 15m80 (-0.9)  | 2012年5月11日 | オースティン     |                |
| 室内   |               |               |                  |                |
| 60m    | 6秒60         | 2016年3月12日 | バーミングハム   |                |
| 200m   | 21秒11        | 2014年1月31日 | フェイエットビル |                |
| 走幅跳 | 8m39          | 2014年3月14日 | アルバカーキ     |                |
| 三段跳 | 14m94         | 2014年1月17日 | フェイエットビル |                |

## 主な成績
- 備考欄の記録は当時のもの

| 年   | 大会               | 場所             | 種目    | 結果 | 記録            | 備考                    |
| ---- | ------------------ | ---------------- | ------- | ---- | --------------- | ----------------------- |
| 2012 | 世界ジュニア選手権 | バルセロナ       | 走幅跳  | 3位  | 7m64 (+0.1)     |                         |
| 2012 | 世界ジュニア選手権 | バルセロナ       | 三段跳  | 予選 | 15m18 (+1.4)    |                         |
| 2016 | オリンピック       | リオデジャネイロ | 走幅跳  | 4位  | 8m25 (-0.5)     |                         |
| 2016 | オリンピック       | リオデジャネイロ | 4x100mR | 予選 | 37秒65 (4走)    | 決勝進出 (予選のみ出場) |
| 2017 | 世界リレー (en)    | ナッソー         | 4x200mR | 2位  | 1分19秒88 (2走) |                         |
| 2017 | 世界選手権         | ロンドン         | 走幅跳  | 2位  | 8m44 (+0.6)     |                         |
| 2018 | 世界室内選手権     | バーミンガム     | 走幅跳  | 4位  | 8m14            |                         |

### ダイヤモンドリーグ
- 優勝したダイヤモンドリーグの大会を記載

| 年   | 大会           | 場所         | 種目   | 記録        | 備考 |
| ---- | -------------- | ------------ | ------ | ----------- | ---- |
| 2017 | 英国グランプリ | バーミンガム | 走幅跳 | 8m19 (+0.3) |      |

### 全米タイトル
- 優勝した全米大会を記載

| 年   | 大会                    | 場所           | 種目    | 優勝記録      | 備考                |
| ---- | ----------------------- | -------------- | ------- | ------------- | ------------------- |
| 2010 | AAUジュニアオリンピック | ノーフォーク   | 三段跳  | 14m69 (0.0)   |                     |
| 2012 | 全米ジュニア選手権      | ブルーミントン | 走幅跳  | 7m77 (+2.5)   | 公認記録7m76 (+1.4) |
| 2012 | 全米ジュニア選手権      | ブルーミントン | 三段跳  | 15m64 (+0.5)  |                     |
| 2014 | 全米学生室内選手権      | アルバカーキ   | 走幅跳  | 8m39          | 自己ベスト          |
| 2015 | 全米学生選手権          | ユージーン     | 4x100mR | 38秒47        |                     |
| 2016 | 全米学生室内選手権      | バーミングハム | 走幅跳  | 7m95          |                     |
| 2016 | 全米学生選手権          | ユージーン     | 100m    | 10秒22 (-2.3) |                     |
| 2016 | 全米学生選手権          | ユージーン     | 200m    | 20秒19 (-0.2) |                     |
| 2016 | 全米学生選手権          | ユージーン     | 走幅跳  | 8m15 (+1.6)   |                     |
| 2017 | 全米選手権              | サクラメント   | 走幅跳  | 8m49 (+3.7)   | 公認記録8m27 (+1.4) |
| 2018 | 全米室内選手権          | バーミングハム | 走幅跳  | 8m38          |                     |